# TVマンモス
『TVマンモス』（ティーヴィーマンモス）は、日本テレビ系列局ほかで放送されていた日本テレビ製作のバラエティ番組である。日本テレビ系列局では1990年10月15日から1991年3月18日まで、毎週月曜 20:00 - 20:54 （日本標準時）に放送。

## 概要
つなぎ番組として放送されていた『世界まる見え!テレビ特捜部』（第1期）に替わってスタートした番組。和田アキ子と江川卓という「大型」（＝マンモス）な2人を司会に据えた生放送バラエティという触れ込みだったが、実際の番組進行は和田たちとは別のナビゲーター2人が務めており、和田たちはコメンテーター的な役割を果たしていた。
スポンサーは前番組から引き続き提供したのは花王のみで、それ以外のスポンサーは総入れ替えした。
民放テレビ局での1990年10月開始した番組のうち、一番短命で終わった。

## 出演者
司会
- 和田アキ子
- 江川卓

ナビゲーター
- クリス・ペプラー
- 飯星景子

雨予報キャスター
- 関谷亜矢子（当時日本テレビアナウンサー） - 番組ラストのコーナー「雨予報」を担当。コーナーBGMはジーン・ケリーの楽曲「雨に唄えば」。

## 放送局
系列は放送当時のもの。
| 放送対象地域   | 放送局                   | 系列                                         | 備考       |
| -------------- | ------------------------ | -------------------------------------------- | ---------- |
| 関東広域圏     | 日本テレビ (NTV)         | 日本テレビ系列                               | 製作局     |
| 北海道         | 札幌テレビ (STV)         | 日本テレビ系列                               |            |
| 青森県         | 青森放送 (RAB)           | 日本テレビ系列 テレビ朝日系列                |            |
| 岩手県         | テレビ岩手 (TVI)         | 日本テレビ系列                               |            |
| 宮城県         | ミヤギテレビ (MMT)       | 日本テレビ系列                               |            |
| 秋田県         | 秋田放送 (ABS)           | 日本テレビ系列                               |            |
| 山形県         | 山形放送 (YBC)           | 日本テレビ系列 テレビ朝日系列                |            |
| 福島県         | 福島中央テレビ (FCT)     | 日本テレビ系列                               |            |
| 山梨県         | 山梨放送 (YBS)           | 日本テレビ系列                               |            |
| 新潟県         | テレビ新潟 (TNN)         | 日本テレビ系列                               |            |
| 長野県         | テレビ信州 (TSB)         | 日本テレビ系列 テレビ朝日系列                |            |
| 静岡県         | 静岡第一テレビ (SDT)     | 日本テレビ系列                               |            |
| 富山県         | 北日本放送 (KNB)         | 日本テレビ系列                               |            |
| 石川県         | テレビ金沢 (KTK)         | 日本テレビ系列                               |            |
| 福井県         | 福井放送 (FBC)           | 日本テレビ系列 テレビ朝日系列                |            |
| 中京広域圏     | 中京テレビ (CTV)         | 日本テレビ系列                               |            |
| 近畿広域圏     | 読売テレビ (YTV)         | 日本テレビ系列                               |            |
| 鳥取県・島根県 | 日本海テレビ (NKT)       | 日本テレビ系列                               |            |
| 広島県         | 広島テレビ (HTV)         | 日本テレビ系列                               |            |
| 山口県         | 山口放送 (KRY)           | 日本テレビ系列 テレビ朝日系列                |            |
| 徳島県         | 四国放送 (JRT)           | 日本テレビ系列                               |            |
| 香川県・岡山県 | 西日本放送 (RNC)         | 日本テレビ系列                               |            |
| 愛媛県         | 南海放送 (RNB)           | 日本テレビ系列                               |            |
| 高知県         | 高知放送 (RKC)           | 日本テレビ系列                               |            |
| 福岡県         | 福岡放送 (FBS)           | 日本テレビ系列                               |            |
| 長崎県         | テレビ長崎 (KTN)         | フジテレビ系列                               | 遅れネット |
| 熊本県         | くまもと県民テレビ (KKT) | 日本テレビ系列                               |            |
| 大分県         | テレビ大分 (TOS)         | 日本テレビ系列 フジテレビ系列 テレビ朝日系列 |            |
| 宮崎県         | テレビ宮崎 (UMK)         | 日本テレビ系列 フジテレビ系列 テレビ朝日系列 |            |
| 鹿児島県       | 鹿児島テレビ (KTS)       | 日本テレビ系列 フジテレビ系列                |            |

## エピソード
- 雨予報担当の関谷が、コーナー終了後に突然頭から水を浴びせられたことがある。
- 番組終了時には毎回2人の小道具係が会話をして終わるのがパターンだったが、最終回ではこの2人の登場前に和田と江川が現れ、2人が実は小道具係ではなくて漫才師(Z-BEAM)であることを明かした。

| 日本テレビ系列 月曜20:00枠                                          | 日本テレビ系列 月曜20:00枠                    | 日本テレビ系列 月曜20:00枠                              |
| 前番組                                                              | 番組名                                        | 次番組                                                  |
| ------------------------------------------------------------------- | --------------------------------------------- | ------------------------------------------------------- |
| 世界まる見え!テレビ特捜部（第1期） （1990年7月9日 - 1990年9月17日） | TVマンモス （1990年10月15日 - 1991年3月18日） | 世界まる見え!テレビ特捜部（第2期） （1991年4月15日 - ） |